# Chen Jiangong
Ne pas confondre avec Chen Jianghong, artiste chinois.
Chen Jiangong (chinois simplifié : 陈建功 ; chinois traditionnel : 陳建功 ; pinyin : chén jiàngōng ; Wade : Chen Jian-gong), né le 8 septembre 1893, sous la Dynastie Qing, et décédé le 11 avril 1971, ou Jian-gong Chen, est un éducateur et mathématicien chinois, il est également pionnier de des mathématiques modernes chinoises. Il était le doyen du département de mathématiques de l'Université nationale Chekiang (maintenant connue comme l'Université du Zhejiang). Il est élu membre de l'Academia sinica en 1948 et élu membre de l'Académie chinoise des sciences en 1955.

## Biographie
Chen est né dans le comté de Shanying, à Shaoxing, dans la province de Zhejiang au cours de la fin de la dynastie Qing. Il étudie à l'école de Shanying et, plus tard, à l'École de la Préfecture de Shaoxing. En 1910, il entre à la Zhejiang Advanced Normal School, un établissement de formation des professeurs, qui a ensuite fusionné avec l'Université nationale de Chekiang.
Chen part ensuite au Japon pour continuer ses études. En 1916, il est diplômé de l'Université de technologie de Tokyo, où il s'est spécialisé dans la technologie du textile, et de l'Académie de Physique de Tokyo (maintenant connu sous le nom de l'université des sciences de Tokyo).
Après avoir obtenu son diplôme de l'Université du Tōhoku en 1923, Chen retourne en Chine et devient maître de conférences à l'École Industrielle Zhejiang, qui a ensuite fusionné avec l'Université nationale de Chekiang. En 1924, il part à Wuhan, dans la Province du Hubei, et devient professeur à l'Université nationale Wuchang (maintenant connue comme l'Université de Wuhan).
En 1926, Chen retourne à l'Université Impériale du Tohoku afin de poursuivre ses études en mathématiques, en complétant son doctorat en 1929 et devient le premier étudiant international à recevoir un doctorat par une université Japonaise. C'est durant cette époque qu'il rencontre son collègue Su Buqing.
Après l'obtention de son doctorat, Chen reçoit des offres de postes d'enseignement dans divers établissements, dont l'Université de Pékin et l'Université de Wuhan. Cependant, à l'invitation du président de l'Université nationale de Chekiang Shao Feizhi, Chen retourne à l'Université de Zhejiang pour servir en tant que doyen du département de mathématiques, un poste qu'il occupe les 20 années suivantes. 
Après l'obtention de son doctorat en 1931, Su Buqing est invité à se joindre au département de Chen, et à prendre ses fonctions de directeur du département, permettant de Chen à se concentrer davantage sur la recherche. Leur collaboration aboutit à la création de l'école Chen-Su de mathématiques à Hangzhou.
En juillet 1935, en collaboration avec d'autres grands mathématiciens chinois dont Feng Zuxun, Xiong Qinglai, Hu Dunfu, et Su Buqing, il fonde la Société mathématique chinoise lors d'une réunion tenue dans la bibliothèque de la NCTU.
Le déclenchement de la Seconde guerre sino-japonaise en 1937 force Chen, et une grande partie de l'Université de Zhejiang, à déménager de Hangzhou. En février 1940, Chen arrive à Zunyi, et puis par la suite dans le Xian de Meitan, à Guizhou, où il aide à rétablir les collèges d'ingénierie et de sciences.
En 1945, après la fin de la seconde guerre sino-japonaise, Chen est invité par le biologiste Luo Zongluo (Lo Tsung-lo (en)), qui a servi comme premier président de l'Université nationale de Taïwan (NTU, anciennement Université Impériale Taihoku), ainsi que le Gouvernement nationaliste, pour se rendre à Taipei et agir à titre de doyen de la NTU lors de sa réorganisation. 
Au printemps de 1946, Chen retourne en Chine continentale, alors toujours contrôlée par le gouvernement nationaliste, où il continue à enseigner à l'Université nationale de Chekiang et devient chercheur à l'Institut de recherche mathématique à l'Academia sinica. De 1947 à 1948, Chen visite les États-Unis pour faire de la recherche à l'Institute for Advanced Study à l'Université de Princeton. Il est élu académicien de l'Academia Sinica, en 1948. 
Après la Guerre civile chinoise, Chen reste dans la province de Zhejiang, qui fait maintenant partie de la République populaire de Chine. 
En 1952, l'Université de Zhejiang est dissociée et ses universités de sciences et de sciences humaines ont fusionné avec l'Université Fudan à Shanghai. Chen et Su Buqing déménagent tous deux à l'Université Fudan, où ils poursuivent leur coopération et l'école Chen-Su de mathématiques. Tandis qu'il est à Shanghai, Chen traduit de nombreux travaux mathématiques produits en URSS. 
En reconnaissance de ses progrès dans le domaine des mathématiques, en 1955, Chen est élu académicien de l'Académie chinoise des sciences, dès sa première année d'existence.
En 1958, certains départements de l'Université de Zhejiang sont séparés de l'université dans le but de former l'Université de Hangzhou (qui a finalement été intégrée dans l'Université de Zhejiang en 1998). Chen est nommé vice-président de l'Université de Hangzhou et retourne à Hangzhou.

## Étudiants notables
- Gu Chaohao – mathématicien, ancien président de l'Université des Sciences et de la Technologie de la Chine
- Daoxing Xia – mathématicien
- Hu Hesheng – mathématicienne, Conférencière Noether 2002.